# José Antonio Escuredo
José Antonio Escuredo Raimóndez (nascido em 19 de janeiro de 1970) é um ex-ciclista de pista espanhol, profissional desde o ano de 1995.
Defendeu as cores da Espanha em três Jogos Olímpicos, Atlanta 1996, Sydney 2000 e Atenas 2004. Conquistou uma medalha de prata em 2004 na prova Keirin.